# せんせい (1989年の映画)
『せんせい』は、1989年の日本映画。
山城新伍・松方弘樹・千葉真一・北大路欣也・梅宮辰夫・渡瀬恒彦の6人が立ち上げた映画プロジェクト「トムソーヤ企画」の第一回製作作品。「トムソーヤ企画」は日本映画の再生を目指し、6人で1987年夏に結成した製作会社で、社長は梅宮。本作はその第一弾の自主製作となる。
松竹配給ながら、東映ヤクザ映画の主演級俳優の顔ぶれに、プレスシートに「任侠映画と思わないでください……。これは、愛あふれる教師の物語です」と但し書きが付いた。

## ストーリー
ウォーターフロント計画が注目されている東京佃島。昔ながらの風情を残す下町にも再開発のうねりが押し寄せ、子供たちの通う中学校は間もなく廃校となることが決まっている。そこで、はみ出し教師と下町っ子たち、さらにその父兄らの交流を描く。

## キャスト
- 吉井寛：松方弘樹
- 田所謙：梅宮辰夫
- 牛山誠：千葉真一
- 中島明：渡瀬恒彦
- 町の会長：北大路欣也
- 教育委員：山城新伍
- 桜井桃子：南果歩
- 野原純代：沢田亜矢子
- 太郎の父：蟹江敬三
- おじいちゃん：水島道太郎
- 用務員の一平：江戸家猫八(3代目)
- 礼子の母：冨士眞奈美
- テンプラ屋のお圭さん：内海桂子
- 好子の母：内海好江
- 料亭の女将：松居一代
- ストリッパーのみどり：小川菜摘
- 勝の母：内田あかり
- 淳一の母：あき竹城
- お巡りさん：なべおさみ
- マキノ先生：成瀬正孝
- おけ屋のおやじ：山田吾一
- 山本教頭：室田日出男
- 高見透：地井武男
- 正太の母：倍賞美津子
- 津田牧彦：津川雅彦

## スタッフ
- 監督：山城新伍
- 脚本：重森孝子
- 企画：川野知介、沢井悠一
- 企画協力：奥山和由
- プロデューサー：千葉真一
- 協力プロデューサー：鍋島壽夫、進藤淳一、山口恵子
- 題字：佐久間良子
- 撮影：鈴木耕一
- 美術：北川弘
- 音楽：津島利章
- 主題歌：上田正樹「望郷」
- 録音：木村瑛二
- 照明：川島晴雄
- 編集：田中修
- 助監督：永井正夫
- スチール：竹内健二

## 製作

### 経緯
1988年夏に千葉真一が山城新伍に「みんなで映画をやらないか」と声をかけたのが始まりで、言い出した千葉がプロデューサー、山城が監督になった。山城によると、出演者を二人で挙げ、「松方弘樹はお祭り男だから入れよう。梅宮辰夫も、北大路欣也も、渡瀬恒彦も入れよう。菅原文太は?　いや50（歳）未満にしよう」とこの6人のメンバーが決まった。山城・梅宮・松方の3人はよく一緒に酒を飲む仲良しだが、山城は「個別に仲がいいはあるが、この6人が全員仲がいいというわけではない。こっちとこっちは実は仲が悪いもある。けど、現場で不協和音が出るかもしれないが、一つに固まったときに、妙な音楽になってくれればいい。千葉が声をかけなければ、本気と思われず、『そのうちな』になってしまうところだった。千葉が言い出したところがミソで、千葉がえらいマジだぞって、みんなで飲んでみようかとなり、6人で初めて酒を飲み、製作が決まった」と説明している。
加えて「僕は、日活の連中のように『みんなで映画やろうぜ』っていうのは大嫌いなんですよ。仲間うちで集まって映画作ったって、観客にとっては、だから何なの?ということになる。梅宮が英語の先生、千葉が社会科の先生、松方が数学の先生、渡瀬が国語の先生っていうだけで、非常に不真面目だと思うんですよ。いわゆる"聖職"という意味では相反する人達だからね。ただ、加藤剛や役所広司が演るんだったら、俺たちの音階とは違う。だから不良性感度、不真面目な部分は四人が先生を演るということだけで充分にあるから、観た人に『こんなに真面目にオーソドックスに撮っているのか」と思わせる、もうこれしかないいな、と思ったんです。日本映画というか、日本の娯楽の原点って、煎じ詰めりゃ、"泣かせます""笑わせます"しかないと思うんです。あえてそこに挑戦してみたかった」と説明し、当時はテレビドラマを映画化する傾向が増え始めた頃だったが、「僕は有料入場者だから言わせてもらうけど、テレビでやった企画をテレビ以下のキャスティングで見せてるのあるでしょう。対抗策としてどの画面も知ってる顔で埋めてやろうという、30年もやって来たプロの映画俳優というか、娯楽俳優の気概というものを見せたかった」と答えている。

### 脚本と予算
元々は会社の名前の基になった『トムソーヤの冒険』というタイトルで、6人は四国出身の幼なじみ。ある奴は殺人犯、ある奴は借金の追い込みがかかり、ある奴は学校の校長先生、などと彼らが子どもの頃を思い出して四万十川を筏で大海原へ行くという話で、脚本は倉本聰に頼んでいた。しかし撮影期間が40日は必要と分かり、忙しい6人が筏に乗るのは不可能だろうとなり、企画はボツになり、ホンを変えて『せんせい』になった。先生を題材とした理由は6人で話しているうち、当時の教育、とりわけ先生がさっぱり子供に尊敬されていない現状に不満を覚えており、先生を題材にすることになった。
松方弘樹によると、「打ち合わせは毎回、赤プリでやったが、6人で集まれることはほとんどなく、大抵3人で多くても5人で、彼らの付き人やマネージャーを合わせると毎回30人前後は集まり、撮影前の飲食金額が700万円に上った」「プロデューサーの千葉さんは『2億円集める』と言っていたが集められず、この700万円は僕と新伍さん、辰兄ィでショーをこなして穴埋めした。結局、僕と新伍さんのマネージャーが各1億円ずつ出し合い製作がスタートした」、などと話している。最終的に製作費5億円。山城は「我々で出し合ったクリーンなお金」と話した。

### 東映への挨拶
全員東映育ちのため、皆で挨拶へ行き、仁義を通そうとなった。しかし山城新伍は全員で行ったら、6人の意志統一が出来ていると岡田茂に気づかれて、深作欣二か工藤栄一で撮るようにと逆に丸め込まれ、東映の三角マークが付くに違いないと察知。それでは6人が集まった意味はないと山城は、松方弘樹のマネージャー・川野知介（川野孝右）の二人で東映へ向かった。映画が出来ると信じられない岡田だが、山城に全面協力と撮影所を使っていいと了承。後に「トムソーヤ企画」で撮影を進めていることを知った岡田は東映東京撮影所を使うよう圧力をかけたので、東映出身のメンバーに撮影所も古巣ではイメージの払拭に限界があった。山城は「6人で行っていたら、内容が変わっていたかもしれない」「『不良少年にミコシなんか作れるわけないよ』と言われたことが悔しく、打ち上げでは酒を飲みながら全員感激で涙ぐんだ」とインタビューで答えている。

### 撮影
映画は他愛もないことで空中分解することも多く、この6人では製作途中での空中分解も予想されたため、これを心配した梅宮辰夫が「新選組のような「局中法度」を作ろう」と言い出した。山城新伍も賛同し、一人二つづつ、「監督の権限は絶対」「出番の数に文句を言わぬこと」「互いの演技について批判せぬこと」「シナリオに身勝手な文句をつけぬこと」「ギャラは6人一律にすること」「年功序列でモノを言わぬこと」「相手役の女優に過不足は言わぬこと」「撮影中は品行方正を守ること」「タイトル順はアミダで決めること」「キャバレーの仕事を入れないこと」などを出し合った。松方弘樹は「室田さん（室田日出男）は酒ばっかり飲んでるし、渡瀬も千葉さんも辰兄ィも監督しだすし、それで毎日酒盛りですよ。こりゃダメだって思ったね」と話している。
6人は全員忙しく全員一ヶ所に集まったのは4日だけ。特に千葉真一は『将軍家光の乱心 激突』の撮影中で忙しかった。但し、番宣には6人揃って当時のテレビ等にたくさん露出した。
1990年1月で取り壊しを予定していた東京都中央区佃の中央区立佃島小学校を「佃島第二中学校」としてロケを行った。
音楽を『仁義なき戦い』で有名な津島利章に頼み、サービスカットとして梅宮辰夫のシーンでは『仁義なき戦い』のテーマを流すした。
山城新伍はロン・ハワードが『コクーン』で、ドン・アメチーやヒューム・クローニンといった往年の大スターを起用するのが羨ましく、ラストの祭りの場面に水島道太郎に出てもらった。江戸家猫八の演じた用務員は、当時テレビでは出せなくなっていたが、映画では出せたため、山城が三木のり平に演ってもらいたくて頼んだが断られた。三木以外も山城が監督と伝えると断った役者もいた。

## 宣伝
松竹の奥山融から「追加の宣伝費8000万下さい」と請求されたため、松方弘樹は原ヘルス工業に「CMをやらせて下さい」と頼み、CM出演料で借金を補填した。渡瀬恒彦はバスクリンのCMに出演していたため参加しなかったが、残りの5人で同社の商品（超音波温浴器）「バブルスター」のCMに出演した。松方は「誰も借金を返そうとせず、宴会のときだけ来る人にハラが立った」と話している。それで船頭が多いとダメだと学習し、『首領になった男』は自分一人で作ったと話している。

## 興行
東映出身のスターが作った映画として「作品内容も良い」と評され、パブリシティもよく効き、話題を呼んでいたため、松竹も映画関係者も来るのではと予想した。1989年4月8日に松竹系で劇場公開され、初日だけは大入りで、梅宮辰夫は「これは客が入るぜ！」とベントレーを購入した。しかし後が続かず、配収1億5000万円に終わった。
『キネマ旬報』は敗因として「あれだけパブが効いていれば、悪くても3億円は来るだろうという期待はあった。それが全然来なかったというのは企画の問題しかないのでは。松竹の宣伝担当に聞いたら、中・高校生から全く関心を持たれなかったらしい」「テレビで先生ものは多いし、先生自身に対する関心もないのではないか」「タイトルもまずかったかもしれない」「あのメンバーであまりにもマジな映画を作りすぎたということもあるのでは」「あのメンバー自体がいまの若い人にはそれほど関心がないということもあるかもしれない」などと評した。

## 受賞
- 第32回ブルーリボン賞助演女優賞：南果歩（『夢見通りの人々』『螢』『226』と合わせて）